# Даты (альбом)
«Даты» — второй студийный альбом российской певицы и актрисы Елены Перовой, выпущенный в 2005 году на лейбле «CD Land». На диске представлено 12 композиций. В записи альбома принимали участие челябинские музыканты из образованной Еленой группы «Перья», которые также сотрудничали с ней в записи предыдущего её альбома.

## Критика
| Оценки критиков      | Оценки критиков |
| Источник             | Оценка          |
| -------------------- | --------------- |
| InterMedia           | (без оценки)    |
| KM.RU                | (смешанная)     |
| Звуки.ру             | (положительная) |
| Rolling Stone Russia | [ 5 ]           |

Альбом получил смешанные отзывы критиков. Марк Радель из агентства InterMedia отметил, что «в „Датах“ драматичные женские рок-песни исполняются сильным голосом с приятным тембром», назвав это весьма «редким в этом субжанре сочетанием». Ещё рецензентом было отмечено то, что «там, где по неписаным канонам „женорока“ полагаются задыхающиеся полухрипы, Лена поёт звонко и чисто, как какая-нибудь эстрадная певица 80-х». Самым неудачным треком на альбоме рецензент назвал песню «Дальше жить», «где девушка нашёптывает текст вполголоса»: «Гораздо приятнее слушать звонкие припевы Лены в „Научи“, „Жизни“, „Жёлтом дереве“ и „Можно забыть?“ — даже печальную песню не обязательно петь вполголоса» — посчитал рецензент. Также журналист отметил «неудачные стихотворные моменты» и то, что «в текстах встречаются явные попытки соответствовать правилам написания „женскороковых“ хитов с их абстрактными проблемами и намёками на сложную работу духа». Песни «Край» и «Можно забыть?» рецензент сравнил с творчеством группы «Ночные снайперы»: «Так могли бы звучать песни Арбениной в исполнении профессиональной вокалистки» — говорит рецензент.
На сайте KM.RU посчитали, что «если первый альбом „Теперь я“ был ещё довольно неуверенной попыткой самостоятельно стать на ноги, то „Даты“ — уже определенно состоятельная и серьёзная заявка». На сайте также посчитали, что Перову во время записи альбома вдохновила Диана Арбенина, и в связи с этим, «отличный вокал Лены на многих треках оказался похоронен под арбениноподобным „пением“, а самыми запоминающимися и живыми моментами пластинки стали те, где из-за Арбениной показывается-таки сама Перова». К таковым песням на сайте отнесли треки «Получай», «красивейший (и красиво спетый) припев песни „Долги“» и композицию «В небо», назвав её самой сильной песней на альбоме. Главным недостатком альбома на сайте назвали то, что «перовских» песен на нём не очень много: «пожалуй, Лена пока ещё не нашла себя и не раскрылась в полной мере, в первую очередь как автор». «А немалый потенциал группы „Перья“, между тем, чувствуется — и в вокале Перовой, и в игре её музыкантов» — посчитали на сайте. Также, по мнению агентства, «если они [музыканты и певица] и дальше будут развиваться в том же темпе, у Лены есть все шансы стать значимой фигурой в женском роке, а ещё лучше – в стороне от него, вне его шаблонов и однотипных схем».
Алексей Мажаев в своей рецензии для сайта «Звуки.ру» отметил, что песни на альбоме напоминают музыку группы «Ночные снайперы», но по его мнению, это скорее подражание, чем пародия. Рецензент посчитал, что «задорные перовские припевы на „Датах“ доставят удовольствие всем поклонникам хорошо поставленных женских голосов». По мнению Мажаева, «своё счастливое пение Елена пытается демонстрировать, используя неглупый стихотворный материал». Журналист посчитал, что «в песнях немало неудачных строчек — слышно даже, что певица была внимательна к творчеству „старших“ коллег по жанру и некоторые приёмы переняла слишком откровенно». Также Мажаев отметил, что «группа „Перья“, составленная из челябинских музыкантов, оказалась почти идеальным аккомпаниатором: она не перетягивает одеяло на себя, а играет на заднем плане, но как раз то, что нужно», и что сама «Лена проявляет себя не только вокалисткой, но и сильным композитором».
Борис Барабанов в своей рецензии от журнала «Rolling Stone Russia» отметил «бледноватый поп-рок с несколько назойливо звучащей акустической гитарой и мутноватыми текстами». Рецензент посчитал, что «всё сделано настолько тяжеловесно и нарочито, что пропадает всякое желание вникать в детали аранжировок и исследовать тонкие движения души артистки».

## Список композиций
| №   | Название                               | Длительность |
| --- | -------------------------------------- | ------------ |
| 1.  | «Настанет день»                        | 3:18         |
| 2.  | «Жёлтое дерево»                        | 4:06         |
| 3.  | «Можно забыть?» (Памяти Ольги Гусевой) | 3:15         |
| 4.  | «Долги»                                | 4:09         |
| 5.  | «Невойна»                              | 5:17         |
| 6.  | «Жизнь»                                | 4:06         |
| 7.  | «Дальше жить»                          | 4:05         |
| 8.  | «Научи»                                | 3:36         |
| 9.  | «Край»                                 | 3:37         |
| 10. | «Получай»                              | 3:38         |
| 11. | «Понедельник»                          | 3:27         |
| 12. | «В небо (лечу)»                        | 4:51         |

## Участники записи
- Елена Перова — гитара, вокал
- Сергей Картамышев — ударные
- Сергей Саяпин — бас-гитара
- Константин Картамышев — гитара
- Андрей Смирнов — клавишные